# سوتسو، هوکایدو
سوتسو، هوکایدو (به لاتین: Suttsu, Hokkaido) یک منطقهٔ مسکونی در ژاپن است که در Suttsu District واقع شده‌است. سوتسو ۳٬۶۰۶ نفر جمعیت دارد.